# Die geschiedene Frau
Die geschiedene Frau è un'operetta in tre atti su musica di Leo Fall e libretto di Victor Léon.

## Storia
Fu rappresentata per la prima volta il 23 dicembre 1908 diretta dal compositore con Richard Waldemar e Hubert Marischka al Carltheater di Vienna.
Come La divorziata avviene la prima al Teatro Lirico di Milano il 16 agosto 1909.
Nel 1910 ebbe la prima a Monaco di Baviera.
Nel Regno Unito ebbe la prima nel 1910 come The Girl in the Train al Vaudeville Theatre di Londra nella versione di Adrian Ross arrivando a 340 recite ed a New York il 3 ottobre successivo.
Come La divorziata ebbe la prima al Teatro Costanzi di Roma il 17 gennaio 1911 ed il 22 marzo va in scena al Teatro Reinach di Parma.
Come La Divorcée ebbe la prima con successo a Parigi il 18 febbraio 1911 e nel 1947 va in scena al Grand Théâtre di Ginevra.

## Personaggi
| Versione originale                    |
| ------------------------------------- |
| Jana van Raalte (soprano)             |
| Gonda van der Loo (soprano soubrette) |
| Martje Kroutvliet (soprano soubrette) |
| Lucas van Deesteldonck (tenore buffo) |
| Karel van Lysseveghe (tenore buffo)   |
| Cornelius Scroop (buffo)              |
| Willem Kroutvliet (baritono)          |
| Pieter te Bakkenskijl (buffo)         |

## Discografia
- Die geschiedene Frau - Münchner Rundfunkorchester/Werner Schmidt-Boelcke/Karl Friedrich/Anny Schlemm/Fritz Hoppe/Brigitte Mira, The Art Of Singing